# Spießturm

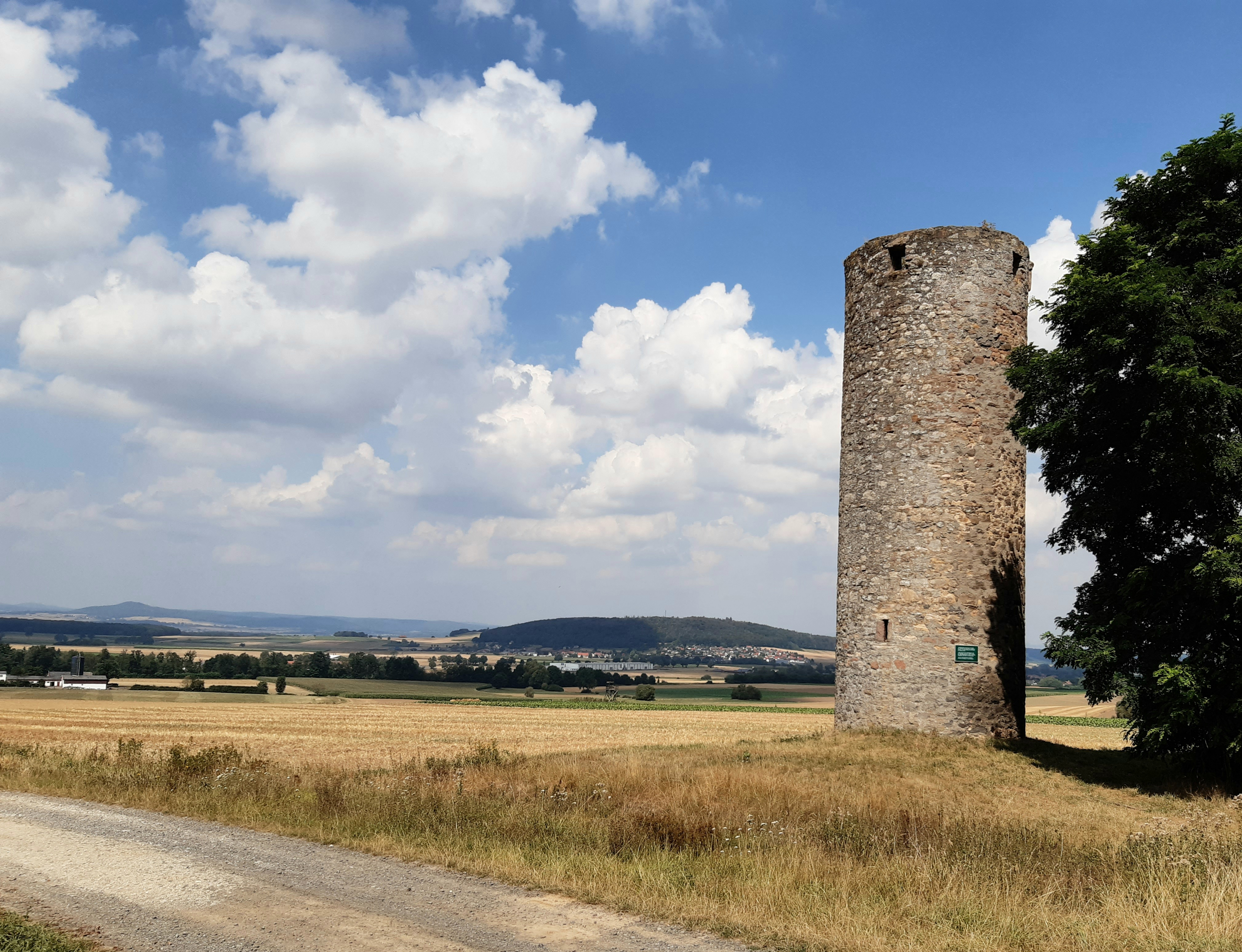
Der Spießturm mit Blick auf den Sendberg im Sommer 2020

Der Spießturm, auch Spieskappeler Warte genannt oder kurz Spieß, ist ein mittelalterlicher Wartturm, der in Nordhessen nahe dem Frielendorfer Ortsteil Spieskappel steht. Er wurde im 15. Jahrhundert unter dem hessischen Landgrafen Ludwig I. erbaut und diente als Grenzturm und als Versammlungsort für Landtage und Gerichte.
Der Turm ist heute nur noch als Ruine erhalten. Die Außenbesichtigung ist jederzeit möglich, begehbar ist der Turm hingegen nicht. Der Turm steht als Kulturdenkmal unter Denkmalschutz.

## Anlage
Der Spießturm liegt an der Nordseite des sogenannten Kornberges südlich des Frielendorfer Ortsteils Spieskappel an der Kreisstraße 127 zwischen Spieskappel und Obergrenzebach. Der Name „Spieß“ bezeichnete früher einige zusammenhängende Anhöhen namens Loh, Kornberg und Kämpferholz zwischen Spieskappel, Gebersdorf, Leimsfeld, Schönborn, Obergrenzebach, Großropperhausen und Ebersdorf. Der Rundturm ist etwa 17 Meter hoch und hat einen Durchmesser von fast fünf Metern. Die Mauerstärke beträgt über einen Meter. Der Zugang liegt fünf Meter über dem Boden, um möglichen Feinden das Eindringen zu erschweren. Zudem gab es wahrscheinlich einen Wehrgang, worauf ausgesparte Löcher für die notwendige Balkenlage hindeuten.

## Geschichte
Die Anhöhe „Spieß“ galt bereits vom 6. bis zum 10. Jahrhundert als Gaugrenze innerhalb des  Fränkischen Reichs und trennte den Oberlahngau vom Hessengau. Bis ins 15. Jahrhundert grenzte die Landgrafschaft Hessen hier an die Grafschaft Ziegenhain. 1430 ließ der hessische Landgraf Ludwig I. den Spießturm errichten, um die Grenze zu sichern. Zusätzlich gab es entlang der Grenze Landwehre, Verhaue, Grenzzeichen und weitere Befestigungsanlagen. An Grenzübergängen waren Verschläge aufgebaut, die ein Schlagmann bewachte. Einen solchen Schlag gab es auch nahe dem Spießturm; der Schlagmann lebte im Turm und trieb Zölle für das hessische Amt Homberg ein. Als Graf Johann II. von Ziegenhain im Jahre 1450 starb, hinterließ er keinen Erben, so dass die Grafschaft Ziegenhain der Landgrafschaft Hessen zufiel und die Grenzanlage am Spieß überflüssig wurde.

### Hessische Landtage
Im 15. und 16. Jahrhundert war der Spieß Versammlungsort der Landtage der Landstände der Landgrafschaft Hessen. Er wurde als Austragungsort gewählt, weil am Spießturm verschiedene bedeutende Straßen, wie die langen Hessen, entlangliefen. Die ersten Ständeversammlungen dieser Art, von denen Überlieferungen existieren, fanden 1456 und 1457 statt. 1470 wurde auf einem Landtag am Spießturm der Hessische Bruderkrieg zwischen Ludwig II. und Heinrich III. beigelegt. 1509 fand ein Landtag statt, auf dem die Stände das Testament des verstorbenen Landgrafen Wilhelm II. und insbesondere die Regentschaft seiner Witwe anfochten. Landgraf Philipp berief 1534 und 1542 zwei Landtage am Spieß ein. Der letzte Landtag am Spieß fand 1568 statt: Philipps Sohn Wilhelm IV. und dessen Brüder verlasen die „Ziegenhainer Einigung“, die die Teilung der Landgrafschaft regelte.

### Gerichtsstätte
Der Spieß war neben seiner Funktion als Austragungsort hessischer Landtage auch Standort eines von sechs dem Amt Homberg zugeordneten Gerichten. Dem Gericht am Spieß gehörten die Dörfer Frielendorf, Todenhausen, Obergrenzebach, Seigertshausen, Leimsfeld, Ebersdorf, Oberkappel, Gebersdorf und Linsingen an. Ein Gericht war zur damaligen Zeit sowohl Gerichts- als auch Verwaltungsbezirk. 1542 wurde das Gericht am Spieß, das manchmal auch als Gericht Frielendorf bezeichnet wurde, dem Amt Ziegenhain zugeordnet. Dadurch war es möglich, die Bewohner der Orte zu Diensten beim Ausbau der Festung Ziegenhain heranzuziehen. Bambey sieht in dieser Abtrennung einen ersten Schritt zur Einbeziehung der Region in das Gebiet der Schwalm.

## Frielendorfer Wappen

Der Spießturm ist Teil des Frielendorfer Wappens

Nach der Gebietsreform in Hessen in den 1970er Jahren wollten Gemeindevorstand und Gemeindevertretung der Großgemeinde Frielendorf 1975 ein neues Wappen geben. Nach drei Jahren, in denen es mehrfach zu Auseinandersetzungen mit dem Staatsarchiv Marburg kam, weil die Entwürfe gegen heraldische Grundsätze wie Farbregeln verstießen, wurde schließlich im Februar 1978 das heutige Wappen vorgestellt. Im Zentrum des Gemeindewappens ist der Spießturm dargestellt.

## Sagen und Legenden
Zum Spießturm und der Anhöhe, auf der er liegt, gibt es einige oft erzählte Sagen. Eine von ihnen handelt von einem Leichenzug, der am Spießturm vorbeizieht.

„Oft hatten die Zigeuner im Mittelalter ihr Lager auf den Spießhöhen aufgeschlagen. Genau auf der Grenze zwischen der Grafschaft Ziegenhain und der Landgrafschaft Hessen, denn dort fühlten sie sich sicher. Wurden sie von der Grafschaft Ziegenhain verfolgt, wechselten sie zur Landgrafschaft Hessen, oder umgekehrt. Eines Nachts klopfte es unter ihrem Lager. Beim dritten Klopfen gegen Mitternacht zog ein Leichenzug, der aus der Erde kam, an ihnen vorbei in Richtung Hermannsdorf. Seit dieser Zeit wurden die Zigeuner am Spieß nicht mehr gesehen.“

In weiteren Erzählungen werden einige Details abgewandelt. So werden die Teilnehmer des Leichenzuges als kopflose Reiter beschrieben oder das Ereignis vom Mittelalter in die Zeit des Ersten Weltkrieges oder das Jahr 1930 verlegt. Eine weitere Sage handelt von einem Schatz, der sich in einem Geheimgang befindet. Dieser Geheimgang soll das Kloster Spieskappel mit dem Spießturm verbunden haben.

„Der letzte Abt des Klosters, Johannes Werner, soll nach handschriftlichen Angaben noch 1582 gelebt haben und auf dem weiten Klosterfriedhof, der nordöstlich an der Kirche lag, begraben sein. Die Sage erzählt, dass der Abt Werner die zwölf silbernen Apostel aus der Klosterkirche aus dem zwölften Jahrhundert in unterirdischen Gängen, die nach dem Spieß und zum Wichtelloch bei Obergrenzebach führen sollen, vergraben hat. Keiner hat bisher den Versuch unternommen, nach den kostbaren Schätzen zu graben.“